# Епархия Кливленда

Герб епархии Кливленда

Епархия Кливленда (лат. Dioecesis Clevelandensis) — епархия Римско-Католической церкви с центром в городе Кливленд, США. Епархия Кливленда входит в митрополию Цинциннати. Кафедральным собором епархии Кливленда является собор святого Иоанна Евангелиста.

## История
23 апреля 1847 года Святой Престол учредил епархию Кливленда, выделив её из епархии Цинциннати.
15 апреля 1910 года и 15 мая 1943 года епархия Кливленда передала часть своей территории новым епархиям Толидо и Янгстауна.

## Ординарии епархии
- епископ Louis Amadeus Rappe (23.04.1847 — 22.08.1870);
- епископ Richard Gilmour (15.02.1872 — 13.04.1891);
- епископ Ignatius Frederick Horstmann (14.12.1891 — 13.05.1908);
- епископ John Patrick Farrelly (18.03.1909 — 12.02.1921);
- епископ Джозеф Шрембс[англ.] (16.06.1921 — 2.11.1945);
- епископ Edward Francis Hoban (2.11.1945 — 22.09.1966);
- епископ Clarence George Issenmann (22.09.1966 — 5.06.1974);
- епископ Джеймс Алоизиус Хики (5.06.1974 — 17.06.1980) — назначен архиепископом Вашингтона, кардинал с 28.06.1988 года;
- епископ Anthony Michael Pilla (29.07.1980 — 4.04.2006);
- епископ Richard Gerard Lennon (4.04.2006 — по настоящее время).

## Источник
- Annuario Pontificio, Libreria Editrice Vaticana, Città del Vaticano, 2003, ISBN 88-209-7422-3